# Madonna Gualino
La Madonna Gualino è un dipinto a tempera e oro su tavola (157x86 cm) di Duccio di Buoninsegna, databile al 1280-1283 circa e conservato nella Galleria Sabauda di Torino, nella sezione dedicata alla Collezione Riccardo Gualino. È un'opera di provenienza originaria ignota, la più antica attribuita a Duccio e quindi molto studiata per capire gli esordi del capostipite della pittura trecentesca senese.

## Storia
Si ignora la provenienza originaria della tavola. Nel 1910 apparve sul mercato antiquario fiorentino completamente ricoperta da una ridipintura cinquecentesca. A quel tempo apparteneva all'antiquario Pavi e fu acquistata dal fiorentino Egidio Paoletti che più tardi, nel 1920, tolse drasticamente la ridipintura a svelare il dipinto originario. Nello stesso anno 1920 fu ceduta al milanese Verzocchi, ma ritenuta opera illegale fu depositata nella Pinacoteca di Brera. Nel 1925 fu acquistata dall'industriale e collezionista torinese Riccardo Gualino che, nel 1930, la cedette alla Galleria Sabauda di Torino. L'opera soggiornò a lungo anche a Londra (1933-1959), nei locali dell'Ambasciata d'Italia, per poi tornare definitivamente alla Galleria.

### Restauri
L'opera risulta restaurata nel 1920 (quando fu tolta la ridipintura cinquecentesca), nel 1935, 1950 e 1983. La pellicola pittorica risulta oggi pesantemente consunta.

### Attribuzione e datazione
L'opera non è firmata dall'artista. Né esistono documenti scritti che aiutano a farla risalire a Duccio di Buoninsegna. Attribuita per anni a Cimabue, la prima attribuzione a Duccio fu di Gustave Soulier, poi sostenuta da Roberto Longhi, Carlo Volpe, Ferdinando Bologna, Miklos Boskovitz, Luciano Bellosi. L'attribuzione a Duccio è basata su pochi ma significativi dettagli presenti sull'opera, quali il naso a patatina del Bambino, la fitta fasciatura a crisografie della veste di Maria, l'uso dei colori di derivazione senese (il rosa della veste del Bambino, il rosso vinato della veste della Vergine e il blu del suppedaneo). Tale attribuzione trova oggi il consenso unanime degli studiosi.
La tavola è di impostazione e stile tipicamente cimabueschi, a tal punto che fu attribuita a lungo al maestro fiorentino. Ciò fa risalire il dipinto ai primi anni di attività del pittore senese, quando questi non aveva ancora uno stile autonomo e seguiva quasi alla lettera i dettami del maestro Cimabue. La tavola non possiede ancora la gentilezza nel volto della Maestà Rucellai dello stesso Duccio (opera del 1285). Non vi compare neppure nessuna delle caratteristiche gotiche della Maestà Rucellai, quali il trono con bifore gotiche o il bordo dorato del manto della Vergine, confermando una datazione precedente al 1285. Le pieghe del manto che copre la testa della Madonna si dispongono secondo cerchi concentrici, una disposizione che risulta ammorbidita nella Maestà Rucellai. Il volto della Madonna non ha neppure la dolcezza della Madonna di Crevole (opera ritenuta del 1283-1284), per cui si tende a collocarla in un periodo molto precoce dell'attività dell'artista senese, intorno al 1280-1283. Di fatto è ritenuta la prima opera di Duccio tra quelle che appartengono stabilmente al suo catalogo.

## Descrizione e stile
L'opera mostra una Madonna seria e severa in trono, con la testa leggermente piegata di lato (a tre quarti) e con un Bambino in piedi. Dietro il trono si vedono due angeli su piccola scala. Il trono ha un'architettura semplice con qualche decorazione, ma non ha nessuna delle caratteristiche gotiche o degli intarsi marmorei evidenti nelle Maestà successive dell'artista. 
L'opera ricorda la Maestà del Louvre di Cimabue (1280 circa) o ancor di più la contemporanea Maestà di Santa Maria dei Servi di Bologna, attribuita ancora a Cimabue o alla sua bottega. Sono molti gli aspetti di questa tavola che richiamano alla mente il pittore fiorentino, dalla resa del panneggio del Bambino alle caratteristiche somatiche dei personaggi, dalla prospettiva inversa del trono all'uso dei chiaroscuri. Lo stile di Cimabue e Duccio furono assai diversi, così come diversi furono i loro conseguimenti nella pittura. Ma questa difformità di stile, che sarà evidente più avanti con le opere della maturità, è pressoché inesistente in questi anni. Questo ha fatto presupporre che ci fosse un fitto rapporto di maestro-allievo tra il più anziano Cimabue e il più giovane Duccio.
Alcune differenze rispetto a Cimabue si trovano nella rappresentazione defilata e a mezzo busto degli angeli e nella veste di Maria, che riporta delle fascianti matasse di crisografie bizantine sotto il manto scuro. Gesù ha un caratteristico naso a patatina. E infine i colori: il rosa e il rosso vinato delle vesti e il blu del suppedaneo del trono sono colorazioni di derivazione senese e che Duccio userà ancora.